# باول لاك (شاعر)
باول لاك (بالإنجليزية: Paul Lake)‏ هو شاعر أمريكي، ولد في 5 أغسطس 1951.